# Imagineering
Imagineering — американская компания из города Глен-Рок (Нью-Джерси). Основана в 1986 году, закрылась в 1995. Разрабатывала видеоигры для платформ Atari, Commodore 64, NES, SNES, Sega и Game Boy.
Студия часто сотрудничала с компанией Absolute Entertainment издававшей многие из её игр.
В играх разработанных для других компаний на стартовом экране имеется надпись: «Developed by Imagineering Inc., Glen Rock N.J».

## Игры

### 1988
- Commando
- Crossbow
- Double Dragon

### 1989
- Ikari Warriors
- Stealth ATF

### 1990
- Battle tank
- Destination Earthstar
- Ghostbusters II

### 1991
- Attack of the Killer Tomatoes
- Bart Simpson's Escape from Camp Deadly
- Family Feud
- Jeopardy! Featuring Alex Trebek
- The Simpsons: Bart vs. the Space Mutants
- The Simpsons: Bart vs. the World

### 1992
- The Adventures of Rocky & Bullwinkle and Friends
- Bartman Meets Radioactive Man
- Garry Kitchen's Super Battletank: War in the Gulf
- Swamp Thing

### 1993
- Family Dog